# ZNF452
La proteina 3 contenente il dominio SCAN (ZNF452 o ZBED9) è una proteina che negli esseri umani è codificata dal gene SCAND3.